# 亨利·皮托
亨利·皮托（法語：[ɑ̃ʁi pito]，1695年5月3日—1771年12月27日）是一位法国水利工程师和数学家，知名于发明了皮托管和发现了皮托定理，1724年当选法国科学院院士，1740年当选英国皇家学会会士。